# 日古夫
日古夫是波蘭的城鎮，位於該國中部，由羅茲省負責管轄，是成衣和紡織品的貿易中心，2016年人口3,378。第二次世界大戰期間，納粹德國佔領該鎮。
51°39′40″N 19°29′30″E / 51.66111°N 19.49167°E